# إيرينا غورديفا
إيرينا أندرييفنا غورديفا (بالروسية: Ирина Андреевна Гордеева) هي متسابقة قفز عالي روسية ولدت في يوم 9 أكتوبر 1986 في مدينة سانت بطرسبرغ في روسيا. أبرز إنجازاتها هو فوزها بالميدالية البرونزية في بطولة أوروبا لألعاب القوى 2012 في هلسنكي.